# Ataque de 2011 à embaixada de Israel no Egito
Em 9 de setembro de 2011, milhares de manifestantes entraram à força na embaixada israelense em Giza, Grande Cairo, depois de derrubar um muro construído recentemente para proteger o complexo. Os manifestantes mais tarde invadiram uma delegacia de polícia e roubaram armas, resultando no uso de gás lacrimogêneo pela polícia na tentativa de se proteger. Os manifestantes finalmente romperam a parede de segurança e entraram nos escritórios da embaixada. Seis membros da embaixada, que estavam em uma "sala de segurança", foram evacuados do local por comandos egípcios, após a intervenção pessoal do presidente dos Estados Unidos, Barack Obama.
Após o ataque, o vice-embaixador israelense permaneceu no Cairo; 85 funcionários e suas famílias voltaram a Israel. O exército egípcio declarou estado de alerta.

## Fundo
Durante 2011, as relações entre Israel e Egito se deterioraram após a renúncia do presidente egípcio Hosni Mubarak, atingindo seu ponto mais baixo desde que a paz foi estabelecida entre as nações pelo Tratado de Paz Egipcio – Israel de 1979. A fronteira israelense-egípcia tornou-se uma região de conflito e instabilidade devido ao aumento da atividade militante na Península do Sinai, no Egito, e o sentimento anti-israelense foi expresso em protestos por massas de egípcios nas ruas de Gizé.[carece de fontes?]
Em 18 de agosto de 2011, um esquadrão de militantes cruzou a fronteira da Península do Sinai para o sul de Israel, causando a morte de oito israelenses. As operações antiterroristas israelenses que se seguiram nas proximidades da fronteira resultaram na morte de "pelo menos três" soldados egípcios. As mortes dos soldados por fogo israelense  desencadeou protestos na Embaixada de Israel em Gizé. Durante uma manifestação em 20 de agosto de 2011, um manifestante egípcio que agora atende pelo nome de Ahmed Spider subiu 6 metros na fachada do prédio para remover a bandeira israelense.
O Conselho Supremo das Forças Armadas do Egito considerou a possibilidade de chamar de volta o embaixador egípcio em Tel Aviv. Eventualmente, Israel se desculpou publicamente pelas mortes dos soldados egípcios. O Egito declarou que o pedido de desculpas de Israel era "insuficiente".

## O ataque
Em 9 de setembro de 2011, milhares de manifestantes egípcios começaram a se reunir em frente à embaixada israelense. Por volta das 18 horas e 30 minutos hora local, eles começaram a atacar um muro de concreto do perímetro de segurança com martelos e um aríete. As autoridades egípcias ergueram o muro após intensos protestos em agosto.[carece de fontes?]

### Infiltração de edifícios
Às 12:30 na manhã de sábado, milhares de manifestantes violaram o muro de segurança. Por 13:00 eles entraram no saguão e percorreram o resto do prédio. Os manifestantes saquearam a embaixada, localizada nos andares 20 e 21 do prédio, e jogaram itens incluindo documentos, alguns marcados como " confidenciais ", das janelas do prédio para a rua movimentada abaixo. Os documentos foram rapidamente digitalizados e comentados publicamente. Israel mais tarde revelou que o restante da equipe de segurança israelense havia sido separado dos manifestantes apenas pela porta de aço de um cofre no qual eles se refugiaram.[carece de fontes?]
Em Jerusalém, o primeiro-ministro israelense Benjamin Netanyahu e vários outros funcionários da alta cúpula israelense assistiram ao desenrolar dos eventos a partir de uma transmissão direta das câmeras de vigilância instaladas na embaixada.[carece de fontes?]
O porta-voz do Ministério das Relações Exteriores de Israel, Yigal Palmor, estimou que cerca de 3.000 manifestantes estiveram envolvidos na destruição do muro de segurança.  Um diplomata israelense condenou o ataque como uma "violação grave" do comportamento diplomático.
Imediatamente após os manifestantes se infiltrarem na embaixada, o secretário de Defesa dos Estados Unidos, Leon Panetta, recebeu um telefonema do ministro da Defesa Israelense Ehud Barak, pedindo ajuda.[carece de fontes?]
Os Estados Unidos ajudaram a garantir a proteção do pessoal da embaixada israelense. Mais tarde, o primeiro-ministro Netanyahu enfatizou que "gostaria de agradecer ao presidente dos Estados Unidos, Barack Obama, por sua ajuda" para garantir a vida dos funcionários da embaixada israelense.

### Resgate de funcionários da embaixada e fim dos tumultos
Seis seguranças israelenses que estavam no local se esconderam em um cofre reforçado. Forças de comando egípcias entraram no prédio da embaixada e resgataram os seis guardas israelenses. Todos os outros funcionários da embaixada e seus familiares foram escoltados até o Aeroporto Internacional do Cairo. Às 2:40 da manha, o embaixador israelense e aproximadamente 85 outros diplomatas israelenses e seus familiares chegaram ao aeroporto e foram levados de avião para fora do Egito. Apenas o vice-embaixador israelense permaneceu no Egito, permanecendo na embaixada dos Estados Unidos. Um alto oficial de segurança egípcio afirmou que os comandos egípcios foram enviados à embaixada depois que o embaixador israelense Itzhak Levanon falou ao telefone com um membro anônimo do conselho militar governante do Egito e pediu-lhe para providenciar a evacuação segura do pessoal da embaixada.
A manifestação e o saque no prédio da embaixada continuaram até as primeiras horas da manhã, enquanto os manifestantes queimavam pneus e colocavam fogo em vários carros da polícia. A polícia egípcia acabou reprimindo os distúrbios e dispersou os milhares de manifestantes usando gás lacrimogêneo e disparando tiros de advertência para o ar.
O primeiro-ministro Netanyahu e o ex-diretor do Mossad, Efraim Halevy, elogiaram as ações do presidente americano Obama em ajudar na evacuação.

## Consequências
Após o ataque à embaixada, o exército egípcio intensificou o estado de alerta no país e restabeleceu a lei marcial, também conhecida como Estado de Emergência, em caráter temporário.
Na manhã de sábado, 10 de setembro, o conselho militar governante do Egito rejeitou os pedidos de renúncia apresentados pelo primeiro-ministro egípcio Essam Sharaf e vários ministros egípcios. Seu pedido foi feito por causa da falha em lidar com os distúrbios.
Um dia depois dos ataques à embaixada, um grupo de repórteres foi atacado por uma multidão que ainda permanecia perto do local dos distúrbios. Um repórter e produtor foram derrubados e pisoteados, mas conseguiram chegar a um veículo do qual recuaram, com os manifestantes atirando pedras neles. Eles conseguiram fugir da área sem sofrer nenhum ferimento grave.

### Prisões
Em agosto de 2012, um tribunal egípcio condenou 76 egípcios ligados ao ataque à embaixada israelense. 75 dos condenados receberam penas suspensas de um ano, e um egípcio, Omar Afifi, que fugiu para o exterior que foi julgado à revelia, foi condenado a cinco anos de prisão. Oito acusações foram listadas pelo tribunal, incluindo "uma agressão contra missões diplomáticas" e "sabotagem".

## Reações oficiais
Partes Envolvidas
- Egito : Após o ataque à Embaixada de Israel em Gizé, o Ministro da Informação, Osama Heikal, afirmou que o Egito ainda está comprometido com todos os tratados internacionais dos quais é signatário e acrescentou que o Egito também está comprometido com a segurança de todos os diplomatas estrangeiros residentes no país. Além disso, Heikal afirmou que seriam tomadas medidas para garantir que não ocorressem mais distúrbios.[22]
- Israel : Durante uma entrevista coletiva televisionada conduzida na noite de 10 de setembro, o primeiro-ministro Benjamin Netanyahu enfatizou a necessidade de manter as relações estratégicas de Israel com o Egito, o que é crucial para a estabilidade da região. Além disso, ele agradeceu à unidade de comando egípcia por prevenir um desastre.[23] Netanyahu também afirmou que o acordo de paz com o Egito será mantido apesar dos violentos protestos.[24]

Internacional
- Bahrein : O ministro das Relações Exteriores, Sheik Khalid ibn Ahmad Al Khalifah, condenou o ataque à Embaixada de Israel em Gizé. O ministro disse que "o fracasso em defender o edifício da embaixada é uma violação flagrante da Convenção de Viena de 1961 sobre Relações Diplomáticas."[25]
- Canadá : O primeiro-ministro Stephen Harper divulgou um comunicado que dizia: "Nosso governo condena veementemente o ataque à embaixada de Israel no Egito".[26]
- Alemanha : O ministro das Relações Exteriores, Guido Westerwelle, divulgou um comunicado no qual condena o ataque à embaixada israelense. Além disso, o comunicado disse que espera "que as autoridades egípcias providenciem a segurança da embaixada de acordo com as obrigações internacionais. Qualquer nova escalada da situação deve ser evitada."[27]
- Irã: O vice-chefe do Comitê Majlis de Segurança Nacional e Política Externa, Esmail Kowsari, disse que membros do parlamento iraniano expressaram total apoio ao "saque" da embaixada israelense no Cairo.[28]
- Reino Unido: O primeiro-ministro David Cameron condenou os ataques à embaixada israelense, afirmando que o Egito é responsável pela proteção da propriedade diplomática. “Condeno veementemente o ataque à Embaixada de Israel no Cairo. Instamos as autoridades egípcias a cumprirem suas responsabilidades de acordo com a Convenção de Viena para proteger a propriedade diplomática e o pessoal, incluindo a Embaixada de Israel no Cairo. Eles nos garantiram que levam isso muito a sério. "[29]
- Estados Unidos : Em nota à imprensa, a Casa Branca disse que o presidente Barack Obama expressou sua grande preocupação com a situação na embaixada e a segurança dos israelenses que ali servem.[30]